# Antiga Catedral de São Paulo

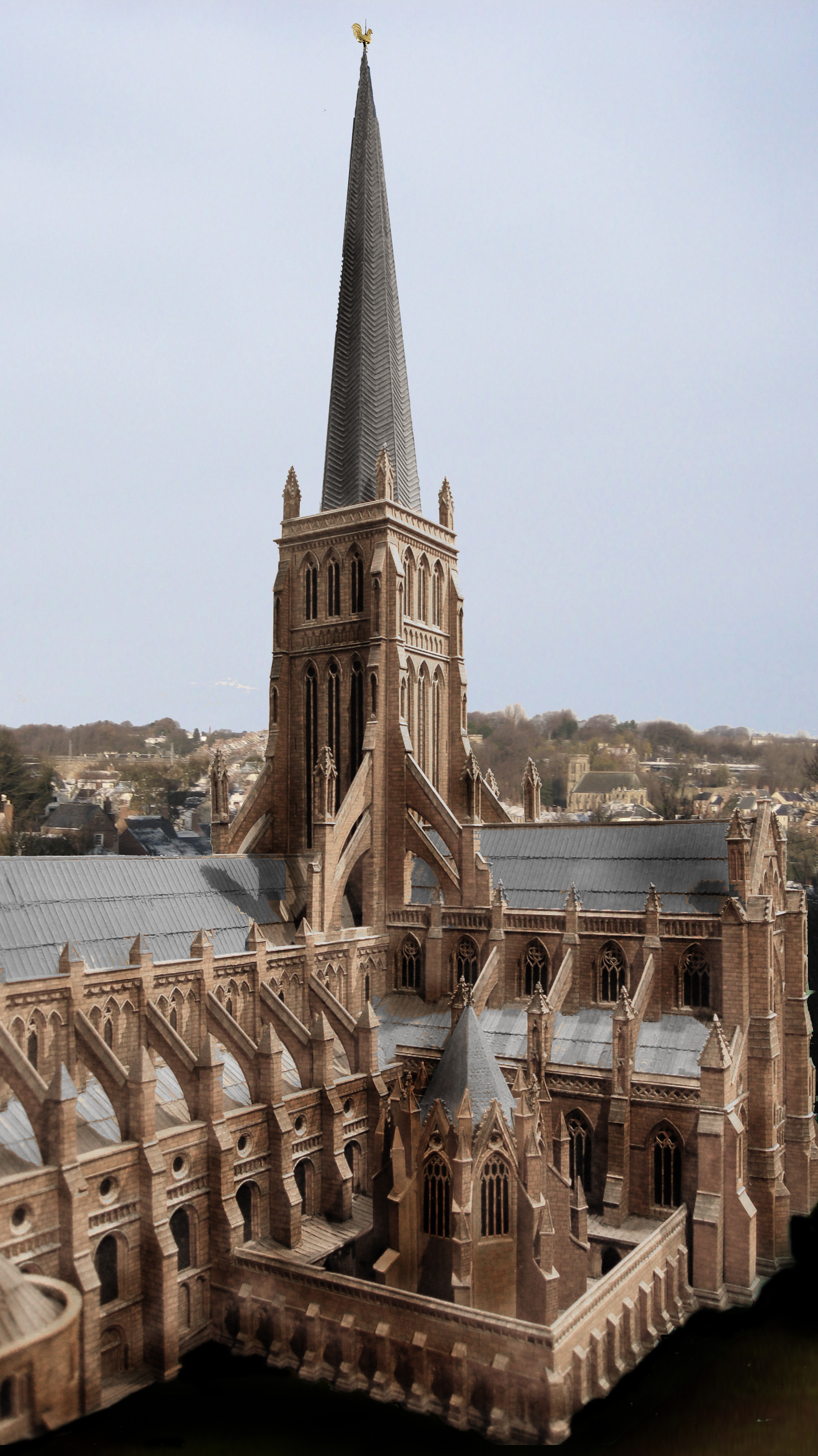
Reconstrução digital baseada em uma maquete no Museu de Londres (ao fundo se vê a cidade moderna).

Antiga Catedral de São Paulo (inglês: Old St Paul's Cathedral) é o nome usado para se referir a catedral gótica da Cidade de Londres. A catedral foi a terceira maior igreja da Europa e teve uma das agulhas mais altas. Foi destruída no Grande Incêndio de Londres de 1666, e em seu lugar foi construída a atual Catedral de São Paulo, construída em estilo barroco inglês pelo arquiteto Christopher Wren.

## Construção

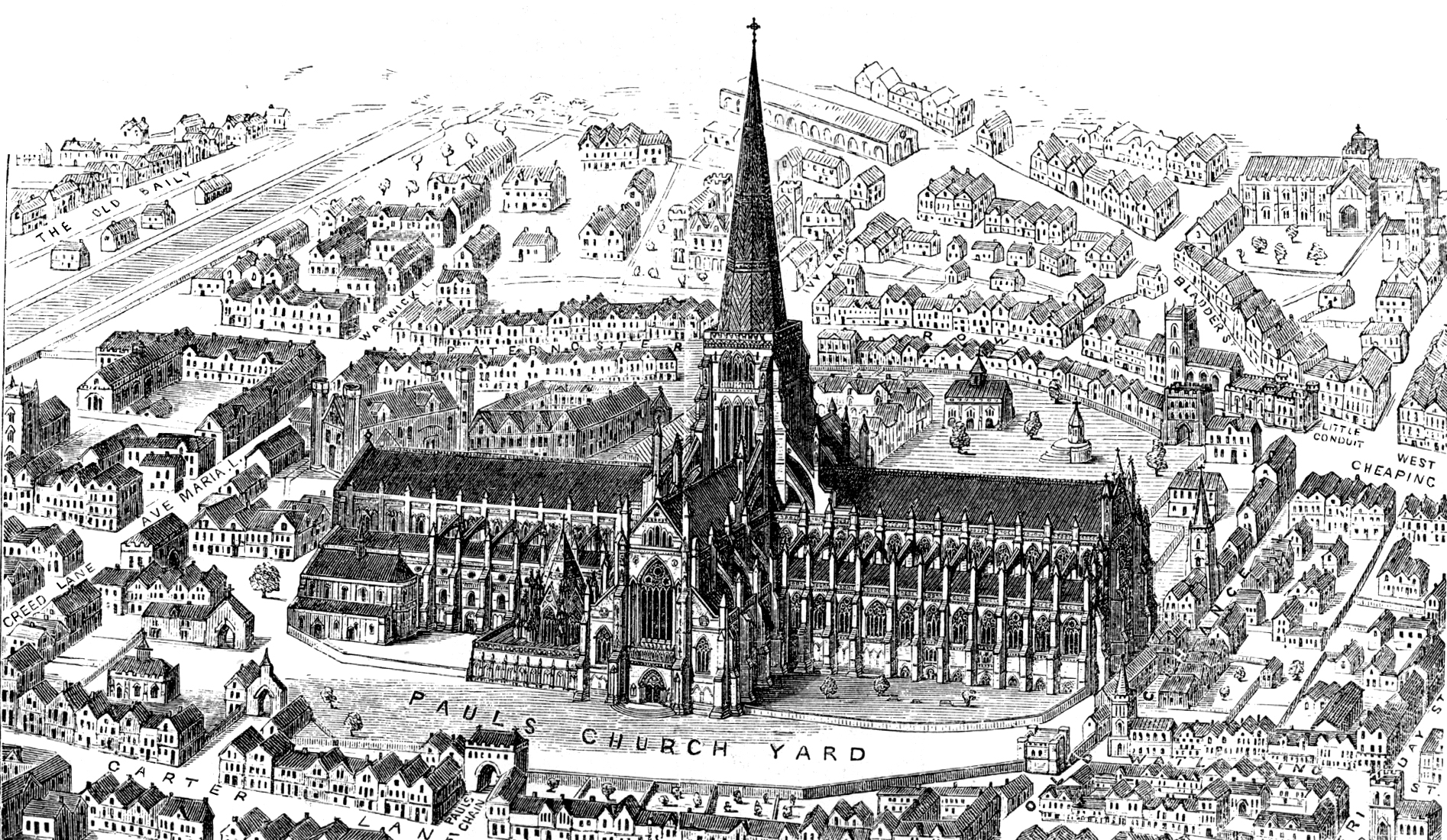
Gravura anterior a 1561 representando a catedral com sua agulha intacta.

A catedral foi a quarta igreja que foi construída em Ludgate Hill dedicada a São Paulo, e sua construção foi iniciada pelos normandos franceses depois do devastador incêndio de 1087 (detalhado na Crônica Anglo-Saxônica) que destruiu a maior parte da cidade e a igreja anterior. As obras duraram mais de 200 anos e a construção sofreu os efeitos de outro incêndio em 1136. As paredes foram feitas de pedra, mas o teto foi construído de madeira mais uma vez; pois um teto de pedra seria demasiadamente pesada; esta decisão acabaria sendo fatídica para o destino do templo. A igreja foi terminada em 1240, mas posteriormente se iniciaram obras de ampliação em 1256. Esta nova fase foi terminada em 1314, embora a catedral foi consagrada em 1300. Naquele momento era a terceira maior igreja da Europa.
As escavações realizadas em 1878 por Francis Penrose mostraram que a catedral tinha 179 metros de comprimento (sem ter em conta o pórtico adicionado posteriormente por Inigo Jones) e 30 metros de largura (91 metros na parte do cruzeiro e transepto). A catedral tinha uma das agulhas mais altas da Europa, cuja altura é considerada tradicionalmente de 149 metros, Christopher Wren considerava este valor exagerado e deu uma altura de 140 metros. Para poder comparar, a atual catedral mede 175 metros de comprimento, incluindo o pórtico, e 75 metros de largura no transepto, e a Catedral de Winchester, remanescente medieval, é de 169 m de comprimento e 70 m de largura através dos transeptos.

## Interior

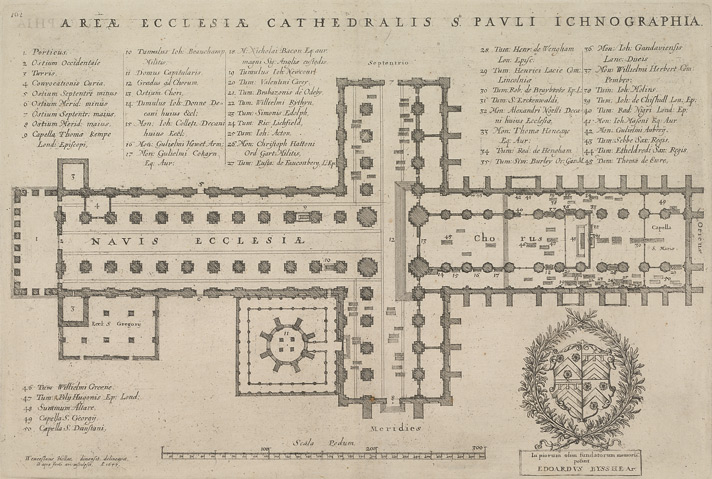
Planta baixa da catedral de 1658.

O interior da catedral medieval era conhecida por sua beleza. William Benham escreveu em 1902: «Não tinha rival na Inglaterra, talvez se possa dizer que na Europa.». O grande comprimento da nave era particularmente notavel, com um trifório normando e o teto abaulado. Seu grande comprimento lhe fez valer o sobrenome de Paul's walk o «Passeio de Paulo». Os vitrais ganharam a fama de ser as melhores do país e a rosácea do extremo oriental era particularmente requintada. O poeta no Geoffrey Chaucer no «Conto do Moleiro», que faz parte de «Os Contos da Cantuária»,  usou as janelas da catedral como uma metáfora.
As paredes estavam revestidas com os túmulos dos bispos e nobres medievais. Em seu interior foram enterrados dos reis anglo-saxões, Sebbi o Santo, rei de Essex, e Etelredo II o Indeciso. Em seu interior foram construídos grandes monumentos, como os de João de Gante, John Beauchamp, barão de Somerset. Posteriormente também foram enterrados o poeta e pastor protestante John Donne e o político Nicholas Bacon.

## Deterioração

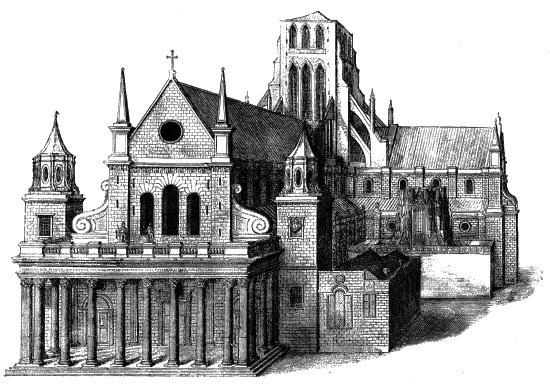
Fachada oeste com o pórtico de estilo clássico adcionado por Inigo Jones entre 1630 e 1666.

O edifício foi se deteriorando durante o século XVI. Sob reinado de Henrique VIII e Eduardo VI de Inglaterra, a Dissolução dos Mosteiros e as leyes de capellanías levaram a destruição da ornamentação interior do templo e dos claustros, ossários, criptas, santuários, capelas e outros edifícios no terreno do templo. Muitos destes antigos edifícios religiosos nos terrenos da catedral de São Paulo foram embargados pela Coroa e posteriormente vendidos para o estabelecimento de negócios ou para alugar, especialmente a impressores e livreiros, como Thomas Adams, que normalmente eram protestantes evangélicos. Frequentemente, os edifícios que estavam arrasados foram usados para obter materiais de construção para projetos como o palácio do Lord Protetor na cidade, Somerset House.
Uma multidão congregava na esquina nordeste do terreno da igreja, lugar conhecido como St Paul's Cross «Cruz de São Paulo», onde se levavam a cabo pregações ao ar livre. Foi ali, na Cross Yard, em 1549 onde os pregadores radicais protestantes incitaram a turba a destruir a maior parte dos ornamentos do interior da catedral, que destruiu o altar e saquearam os túmulos e os tapetes. Em 1561, a agulha da catedral foi destruída por un raio e não foi substituída; este acontecimento foi interpretado tanto pelos protestantes como pelos católicos como um sinal do descontentamento de Deus por causa das ações dos protestantes. A rainha Isabel I de Inglaterra contribuiu ao pagamento custos das reparações.
O primeiro arquiteto clássico da Inglaterra, Inigo Jones, foi o encarregado da restauração nos década de 1630; adicionou o frontal ocidental da catedral e a nave e o transepto foram restaurados com pedras da Portland. Contudo, durante a Revolução inglesa as forças parlamentaristas deterioraram e causaram danos no edifício, quando os antigos documentos e cartas foram saqueadas e destruídas e a zona do altar foi usada como estábulo para os cavalos, a nave como mercado e o transepto como rua. Em 1662, Carlos II da Inglaterra expulsou os mercadores da catedral e planejou devolvê-la a seu estado anterior. Para isso, em 1663 uma Comissão Real examinou o estado do templo e encarregou a Christopher Wren um plano para restaurar a catedral; o plano de Wren foi aceito em 1666, apenas uma semana antes do Grande Incêndio de Londres, e incluía a construção de uma cúpula no lugar onde anteriormente estava a agulha.

## O Grande Incêndio

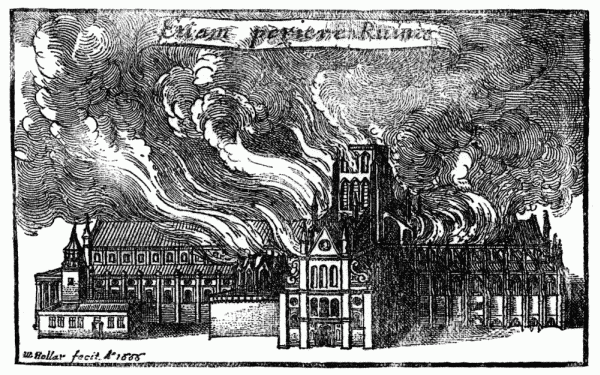
A Antiga Catedral de São Paulo em chamas durante o Grande Incêndio de Londres de 1666.

Em 1666 ocorreu o  Grande Incêndio de Londres. O incêndio iniciou no domingo 2 de setembro e a princípio se acreditou que o interior da catedral era um lugar seguro e foram levados bens e mesmo os livros e materiais dos livreiros de Paternoster Row. Entretanto, na manhã de terça-feira 4 de setembro o telhado começou a queimar, e a cair sobre os materiales armazenadas, estes queimaram servindo de combustível. O interior da catedral, assim como o telhado foi destruído. Samuel Pepys recordou o edifício em chamas em seu diário:
Foram levadas a cabo as reformas temporárias do edifício, mas mesmo a catedral poderia ter sido salva com uma reconstrução quase completa, em vez disso foi tomada a decisão de construir uma nova catedral em um estilo moderno, uma decisão que havia sido pensada inclusive antes do incêndio. Depois da nomeação de Christopher Wren como «Supervisor das Obras do Rei», começou a demolição dos restos da velha catedral. Inicialmente, Wren utilizou a nova técnica que usava pólvora para derrubar as paredes de pedra sobreviventes. Como muitas técnicas experimentais, o uso da pólvora não era fácil de controlar e os residentes vizinhos reclamaram do barulho e danos causados. Finalmente, Wren recorreu a usar um aríete no lugar da pólvora. As obras de construção da nova catedral começaram em junho de 1675.